# ميلتون بالاسيوس
ميلتون بالاسيوس (بالإسبانية: Milton Geovanny Palacios)‏ هو لاعب كرة قدم هندوراسي في مركز الدفاع، ولد في 17 أبريل 1988 في هندوراس. لعب مع نادي ماراثون ونادي موتاجوا ‏ وسان أنتونيو سكوربيونز ونادي سان أنطونيو وHeredia Jaguares de Peten ‏ وDeportivo Petapa ‏.

## وصلات خارجية
- ميلتون بالاسيوس على موقع قاعدة بيانات كرة القدم.إي يو (الإنجليزية)
- ميلتون بالاسيوس على موقع Soccerway.com (الإنجليزية)